# История Коломны

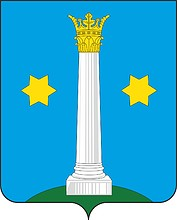
Герб города Коломны

Коло́мна — город областного подчинения в России и одновременно административный центр Коломенского района Московской области, речной порт. Город впервые был упомянут в Лаврентьевской летописи в 1177 году, что делает его одним из старейших городов России. В городе сохранился выдающийся памятник русского зодчества — Коломенский кремль, являющийся одним из крупнейших оборонительных сооружений подобного типа, расположенных на территории Московской области.

## Древние времена
Как показали археологические раскопки, местность у слияния рек Москвы и Коломенки была обитаема с очень древних времён. Первые находки отсюда датируются 7—6 тысячелетиями до н. э. и относятся к эпохе мезолита. Обнаружены и кремнёвые отщепы и другие остатки материальной культуры времён палеолита. Первое стабильное поселение, у бывшего села Городище (сейчас территория города), на левом берегу реки Коломенки, по общепринятой на сегодняшний день версии, относится к раннедьяковской культуре финно-угорских племён, возникло в раннем железном веке и датируется V—III веками до н. э. 
С I век до н. э. по VII век нашей эры, на территории современного города существовали Запрудское городище (на левом берегу реки Коломенки к северо-востоку от пруда — «Озерка») и Протопоповское городище. Здесь проживали финно-угры. Помимо городищ имелись и неукреплённые поселения — селища: у деревень Большое и Малое Колычево и Запрудское (рядом с улицей Олений Вражек у «Озерка»).
С VII по XII века — местность стала заселяться славянами (вятичами). Одно из поселений найдено при впадении Коломенки в Москву-реку на Косой горе — сейчас сквер «Блюдечко». В это время на территории коломенского кремля возникла деревенька с пашнями окрест, отвоёванными у леса. Посёлок ещё сохранялся и в XI веке, а потом исчез. Известно, что перед закладкой города здесь шумел светлый сосновый бор с травянистой подстилкой, на месте старых заброшенных пашен росли кустарники, а там, где когда-то стоял посёлок, прямо на берегу Москвы-реки, шли лужайки. Речной берег был сильно изрезан оврагами, которые потом горожане завалили. Ближе к современному железнодорожному мосту через Москва-реку местность понижалась, там уже был местами заболоченный широколиственный лес с кустарниковым подлеском. В начале XII века рязанские князья очень заинтересовались этой местностью, прилегающей к устью Москвы-реки, и попытались поставить её под свой контроль. Фактический контроль рязанцам установить не удалось: возникло Коломенское удельное княжество, которое при сохранении династической связи с Рязанью тяготело к Владимирскому двору.

## XII век
- У села Городище в месте, называемом жителями «Таборы», стоял городок-укрепление. Он был огорожен частоколом площадью не менее 0,5 га и окружён рвом и валом. Скорее всего, это был не город, а нечто вроде засады или оборонительного затина (притина). В городе развивалось меднолитейное и гончарное производство.
- Самые древние городские находки датируются серединой XII века, 1140—1160-ми годами.
- 1177 год — первое упоминание города Коломны, которое считается условной датой его основания. Город упоминается в связи с тем, что владимирский князь Всеволод Юрьевич пошёл войной на Рязань, но около Коломны пришла весть, что рязанский князь Глеб Ростиславич с войском, пройдя другой дорогой, находится около Владимира[2].
- 1180 год, 1186—1187 годы — Коломна связана с междоусобицами рязанских князей, сыновей рязанского князя Глеба Ростиславича.
- 1183 год — из Коломны и других городов по Оке отправляется судовая рать на Волжскую Булгарию.
- 1186 год — сын Рязанского князя Глеба Ростиславича Всеволод Глебович упоминается как коломенский князь, что свидетельствует о существовании Коломенского удела (удельного княжества) в составе Рязанского княжества.

## XIII век
- 1207 год — В Коломне собираются дружины Владимирского, Рязанского княжеств и Новгородской республики для объявленного похода под руководством Всеволода Большое Гнездо на Чернигов, но Всеволод обманом берёт в плен рязанских князей, чтобы такой демонстрацией склонить их союзников Ольговичей к миру.
- 1238 год — у стен Коломны происходит сражение дружин Владимирского и Рязанского княжеств против хана Батыя, окончившееся поражением русских войск.
- В 1293 году Коломну захватил военачальник Тудан. Помимо Коломны были сожжены и разрушены 14 городов центра Руси.

## XIV век
- 1301 год — Коломна из Рязанского княжества переходит под правление Московских князей, первый из всех русских городов.
- 1353 год — Впервые упоминается Коломенская епархия.
- 1385 год — Захват Коломны рязанским князем Олегом.

## XV век
- 1408 год — Посады Коломны разорены темником Едигеем, за снятие осады горожане заплатили выкуп.
- 1439 год — Коломна сожжена ханом Улу-Мухаммедом.
- 1472 год — В Коломне стоял Иван III для отражения набега хана Ахмата.

## XVI век
- 25 мая 1525 года — 15 августа 1531 года — Строительство каменного кремля по указу Василия III.
- 1586 год — Воевода князь М. Н. Одоевский выступил из Коломны и разбил наступающую татарскую орду.
- 1598 год — Царь Борис Годунов собирает в Коломне рать против крымских татар.

## XVII век

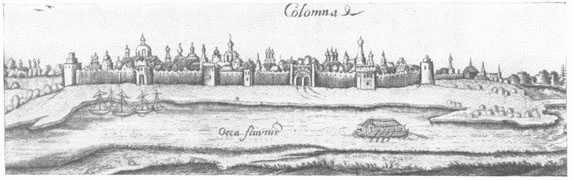
Вид Коломенского кремля. Гравюра начала XVII века

- 1609 года — осада Коломны тушинцами (сторонниками Лжедмитрия II) под командованием Млоцкого.
- 1617 год — Боевые действия под Коломной польских войск украинского гетмана Сагайдачного.
- 14 ноября 1667 года — 24 апреля 1669 года по указу Алексея Михайловича в селе Дединово Коломенского уезда строится флотилия судов, среди которых и первый русский военный парусный корабль (трёхмачтовый фрегат) «Орёл»
- 1672 год — Коломенские архиереи получают сан архиепископа.

## XVIII век

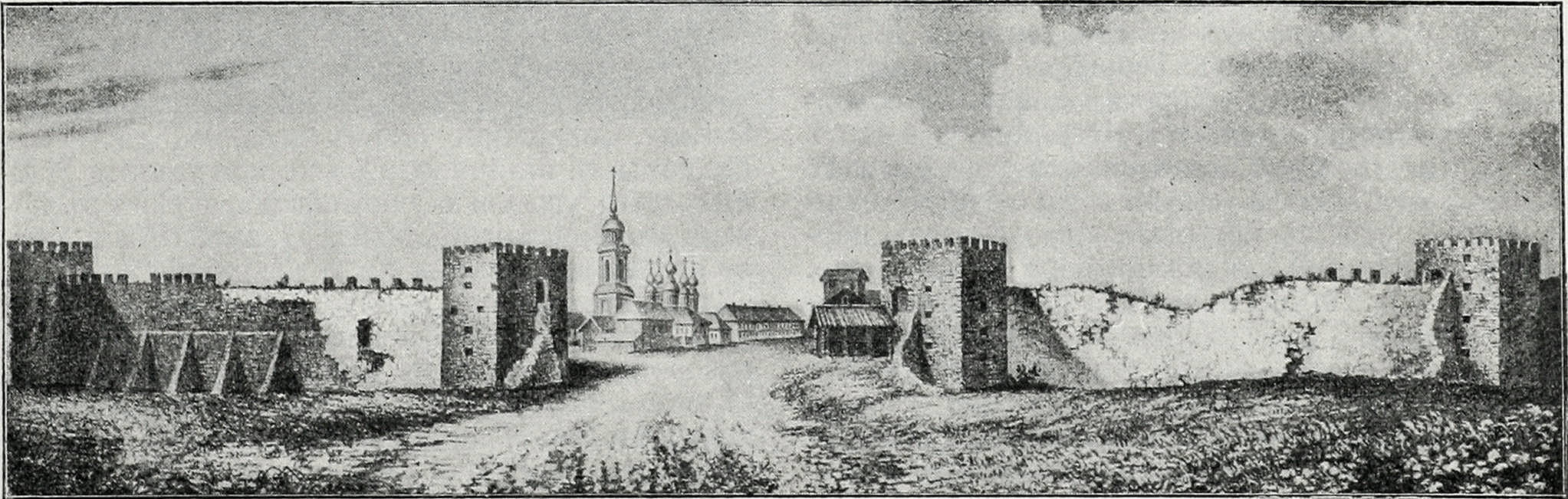
Древняя крепость в Коломне
(рисунок из статьи «Коломна»
«Военная энциклопедия Сытина»)

- 13 — 17 мая 1722 года, направляясь в Каспийский поход, Пётр I находился в Коломне в сопровождении императрицы Екатерины I Алексеевны, графа Апраксина и П. А. Толстого, из Коломны на стругах они отправились в Дединово, а оттуда на Астрахань.
- 1723 год — основание Коломенской «архиерейской школы», впоследствии Коломенской духовной семинарии.
- 1773 год — основание канатного завода коломенского купца Родиона Хлебникова. В советское время канатная фабрика им. Ленина. Ныне — ОАО «Канат».
- 14 — 15 октября 1775 года в Коломне побывала Екатерина II, посетив архиерейское подворье, Успенский собор, Старо-Голутвин монастырь и частный дом, принадлежащий члену городского магистрата И. Д. Мещанинову.
- 14 сентября 1790 года — в Коломне родился известный писатель, автор исторических романов Иван Иванович Лажечников.

## XIX век
- 2 сентября 1863 года — основание инженером А. Е. Струве Машиностроительного завода в селе Боброве.
- 1864 год — близ Коломны прошла железная дорога из Москвы в Рязань.
- 9 октября 1877 года — на участке от Москвы до Коломны открыто туерное движение.

## XX век
- 27 июня 1904 года император Николай II посетил Коломну, побывав на смотре 5-го мортирного полка и 5-го и 6-го Восточно-Сибирских сапёрных батальонов перед их отправкой на Дальний Восток.
- 1906 год — создана первая футбольная команда города при Коломенском гимнастическом обществе. Коломенская футбольная команда является одной из старейших Московской области.
- 1902 год — на средства почетной гражданки Коломны, купчихи Марии Шевлягиной, открыт водопровод.
- 1918 год — закрытие Коломенского духовного училища.
- Октябрь 1921 года — большевистская власть переименовывала все улицы, названия которых связаны с церквями.
- 1923 год — на месте Базарной площади создан городской сад.
- 1926 год — в черту Коломны включены (Постановление ВЦИК от 20 января 1932 года «О расширении городской черты города Коломны»):

а) селения: Бочманово, Городищи, М. Колычево, Подлипки, Протопопово, Сандыри с их земельными угодьями;
б) участки гослесфонда: Таборы — 22,0 га и Бережка — 19,8 га;
в) земли ГЗИ: бывший хутор Макеева — 35,1 га и Голутвинский монастырь — 4,2 га;
г) земли специального назначения: участок ЦАМ — 118,8 га, полоса отчуждения Московско-Казанской ж.-д. — 51,1 га и железнодорожной ветки — 47,4 га.
- 1927 год — построен рабочий посёлок им. Левшина.
- 1935—1939 года — массовое закрытие и разорение коломенских церквей, разрушение нескольких колоколен.
- 1941 год — во время Битвы за Москву Коломна едва избегает оккупации: наступление немецко-фашистских войск остановлено в тридцати километрах от города.
- Весна 1948 года — заложен парк завода им. Куйбышева.
- 1948 год — построен завод тяжёлого станкостроения.
- 5 ноября 1948 года — открыта первая трамвайная линия.
- 1956 год — Коломенский завод им. Куйбышева прекратил выпуск паровозов.
- 1 октября 1959 года — открыто движение пригородных электропоездов Москва—Голутвин.
- 1960 год — в черту Коломны включён город Щурово.
- 1975 год — начало строительства микрорайона Колычёво.
- Август 1999 года — вторичное освящение Успенского собора

## XXI век
- 22—24 мая 2007 года Коломна стала центром празднования Дня славянской письменности и культуры
- В 2008 году в Коломне прошёл чемпионат Европы по конькобежному спорту.
- В 2012 году энтузиастом-краеведом при помощи автомобильного регистратора были отсняты для будущих поколений большинство улиц г. Коломны, а в 2013 году — и трамвайные маршруты, и выложены на сайт посвященный истории г. Коломна.